# Prentice Mulford
Prentice Mulford (Sag Harbor, 5 aprile 1834 – Long Island, 27 maggio 1891) è stato uno scrittore statunitense appartenente al movimento del New Thought.

## Biografia
Nacque nel 1834 a Sag Harbor, Long Island, USA ed è descritto come il più strano degli uomini. È conosciuto e letto pochissimo nonostante sia stato uno dei pionieri del nuovo pensiero. All'età di 22 anni andò a Jamestown (California) partecipando alla vita dei pionieri americani nella nuova frontiera dove lavorò nelle miniere d'oro, fece il cuoco, l'insegnante, il predicatore e fu un acuto osservatore della natura umana.
Era un'istituzione nei circoli letterari nel 1860 che includevano Mark Twain, Harte ed i boemiani.
All'età di 57 anni, Mulford decise di ritornare a Sag Harbor; morì serenamente ed in solitudine apparentemente senza nessuna malattia nella sua barca. Dopo essere stato sepolto senza pietra tombale per 30 anni, il suo corpo fu deposto nel cimitero di Oakland a Sag Harbor. La grossa pietra messa ora sulla sua tomba porta l'iscrizione Thoughts are Things (I pensieri sono cose).

## Filosofia e concetti mulfordiani
Insieme ad altri come Ralph Waldo Emerson (1803-1882), Henri Wood (1834-1908), Thomas Troward (1847-1916), Ella Wheeler Wilcox (1850-1919), fu il precursore del Nuovo Pensiero, conosciuto anche come scienza della mente, che sta influenzando oggi molte persone in tutto il mondo ed ha avuto eco negli scritti di autori moderni come Norman Vincent Peale, Deepak Chopra, Wayne W. Dyer, Louise L. Hay, Marianne Williamson e Gary Zukav.
Nel suo pensiero riechegga l'antica filosofia orientale e idee di derivazione zaratustriana, ponendo al primo posto l'importanza del potere del pensiero come premessa imprescindibile della qualità delle parole e delle azioni. Particolare attenzione è dedicata al raggiungimento del successo da considerarsi non come fine ma come mezzo per il completamento della propria felicità individuale. In quest'ambito è importante acquisire la consapevolezza del potere del proprio pensiero nel determinare anche inconsciamente le condizioni che conducono al successo. I "pensieri sono cose" nel loro potere di interagire nei rapporti interpersonali anche a grande distanza. Non è tanto importante cercare le forze che possono aiutare quanto mantenere lo spirito e la costruzione mentale in sintonia con i propri desideri. Si deve soprattutto permettere al silenzioso e persistente potere della mente di mettere in moto inconsciamente tali forze nascoste. Questo funziona se si persevera nel mantenere un adeguato stato mentale. Non si tratta di scoprire o creare un nuovo potere della mente, sebbene questo possa apparire nuovo a molti di noi. Il corpo, infatti, non è il solo potere con cui possiamo agire. Esso è solo uno degli strumenti utilizzati dalla nostra mente. Il lettore non potrà non trovare un grande vantaggio nella lettura di questi piacevoli saggi.

## Opere
- The White Cross Library (raccolta di saggi)
- Your Forces and How to Use Them
- The God in Yourself
- Thoughts are Things
- The Gift of Understanding
- The Law of Success
- The Doctor Within
- The Necessity of Riches
- Love Thyself
- The Art of Forgetting
- Look Forward

Alcuni di questi scritti, che hanno costituito quasi un programma spirituale nei circoli dei suoi lettori, sono una raccolta di saggi riguardanti le forze interiori e il modo migliore per identificarle, come conservarle e come usarle. I suoi libri sono tornati alla ribalta recentemente dopo che Mulford è stato incluso tra i Maestri nel libro The Secret di Rhonda Byrne.